# Al-Khalid
Al-Khalid ist ein pakistanischer Kampfpanzer. Dieses Muster stellt (neben dem Pakistanischen Atomprogramm und dem Kampfflugzeug Chengdu FC-1) die Spitze der Bemühungen der pakistanischen Regierung um eine unabhängige pakistanische Rüstungsproduktion dar.

## Beschreibung
Die Planung und Erprobung unterlag zahlreichen Problemen, bis die Produktion im Jahr 2000 anlaufen konnte. Ein Jahr darauf erhielt die Truppe das erste Exemplar. Zurzeit sind schätzungsweise mehr als 320 Fahrzeuge dieses Typs bei den Streitkräften Pakistans im Dienst. Es sollen noch weitere hinzukommen. Maßgeblich für die Entwicklung des Panzers war die Kooperation mit der Volksrepublik China und der Ukraine. Der Einfluss des chinesischen Rüstungsunternehmens Norinco ist zum Beispiel an der 125-mm-Glattrohr-Kanone mit Selbstlademechanismus sichtbar, die auch im chinesischen Type 98 verbaut ist. In der Fachliteratur werden zwischen dem Al-Khalid und dem chinesischen Typ 90 II, auf dem der Entwurf des pakistanischen Modells beruht, Parallelen gezogen. Da der Type 90 II die Erwartungen der Volksbefreiungsarmee nicht erfüllt hat, kann man allerdings davon ausgehen, dass der Entwurf entsprechend angepasst wurde.
Der pakistanische Panzer besitzt ebenso wie sein chinesisches Pendant eine Kompositpanzerung, die durch reaktive Platten ergänzt wird. Ebenso beruht er auf moderner Elektronik zur Sichtung des Feindes. Der Panzer ist voll nachtkampffähig. Besonderes Augenmerk wurde bei der Entwicklung auf Tauglichkeit im Wüstenterrain gelegt, somit fiel auch die Entscheidung zu Ungunsten der chinesischen Triebwerke auf die zuverlässigeren ukrainischen Motoren. Gleichzeitig zeigt sich auch hier das Dilemma um eine unabhängige Rüstungsproduktion. Der Panzer wird zwar in Pakistan zusammengebaut, doch kommen die meisten und vor allem viele kritische Bauteile aus China oder der Ukraine. Somit kann von wirklicher Unabhängigkeit keine Rede sein. Die wirkliche Ersparnis in der Panzereigenentwicklung zeigt sich im Hinblick auf den Preis an Devisen zur Beschaffung vergleichbarer westlicher oder russischer Exemplare. Die Kosten bis zum fertigen Prototyp liegen nach Angaben des pakistanischen Militärs bei nur 20 Mio. US-Dollar.

## Betreiber
Bangladesch
- Streitkräfte Bangladeschs – 44 VT1A im Dienst (2011)[1]

 Marokko
- Streitkräfte Marokkos – 54 VT-1A im Dienst (2011), weitere 96 geplant

 Myanmar
- Streitkräfte Myanmars – 50 im Dienst (2013)[2]

 Pakistan
- Pakistanische Streitkräfte – Etwa 500 Al-Khalid-Panzer im Dienst,[3] insgesamt 600 Stück geplant.

 Sri Lanka
- Streitkräfte Sri Lankas – 22 VT1A bestellt

 Volksrepublik China
- Volksbefreiungsarmee – 3 VT1A als Trainingsfahrzeuge